# Lil Pump

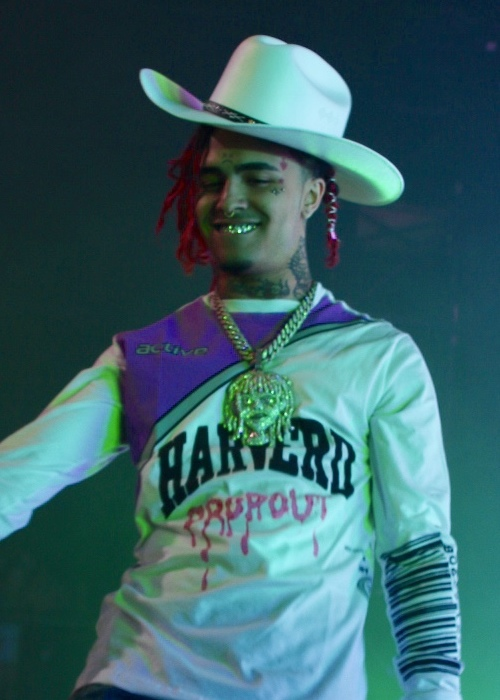
Lil Pump (2019)

Lil Pump (* 17. August 2000 in Miami Gardens, Florida; bürgerlich Gazzy Fabio Garcia) ist ein US-amerikanischer Rapper und Songwriter. Populär wurde er 2017 mit Veröffentlichungen auf dem Online-Musikdienst Soundcloud. International bekannt wurde er durch seinen Song Gucci Gang, der über 1,1 Milliarden Mal auf YouTube aufgerufen wurde. 2018 veröffentlichte er zusammen mit Kanye West den Song I Love It, der Platz eins in Kanada, Finnland, Neuseeland und Schweden erreichte.

## Leben
Als Garcia 14 Jahre alt war, stellte sein Cousin ihm Omar Pineiro – besser bekannt unter seinem Künstlernamen Smokepurpp – vor; die beiden begannen, gemeinsam Musik aufzunehmen. Beide wurden wiederholt von ihren Schulen verwiesen. Garcia, der später eine alternativpädagogische High School besuchte, wurde von jener in der zehnten Klasse ausgeschlossen, nachdem er mehrmals Prügeleien angezettelt hatte und an Ausschreitungen beteiligt gewesen war.
Garcias erster Track Lil Pump, ein Freestyle-Rap-Song, wurde 2015 auf Soundcloud veröffentlicht. Bald darauf folgten die Singles Elementary, Ignorant, Gang Shit und Drum$tick. Diese erreichten bis heute jeweils über drei Millionen Streams. Der Erfolg von Garcias Veröffentlichungen auf Soundcloud verschaffte dem Rapper Bekanntheit in der Rap-Szene. Garcia nahm 2016 an der No Jumper Tour teil.
Im Jahre 2017 veröffentlichte der Rapper die Singles D Rose unter der Kooperation mit Paul Zedad und Boss, die zusammen mehr als 70 Millionen Mal auf Soundcloud wiedergegeben wurden. Als Reaktion auf den großen Erfolg um D Rose wurde zu dem Lied ein Musikvideo veröffentlicht. Im Juni 2017, zwei Monate vor seinem 17. Geburtstag, unterzeichnete Garcia einen Vertrag mit Warner Bros. Records. Im August des Jahres wurde der Song Gucci Gang veröffentlicht, der in den Billboard Hot 100 am 8. November 2017 den dritten Platz erreichte.
Am 6. Oktober 2017 wurde Garcias erstes kommerziell vertriebenes Mixtape Lil Pump veröffentlicht, auf dem unter anderem Gucci Mane, Lil Yachty, Lil Paoli, Chief Keef, Rick Ross und 2 Chainz als Featurings vertreten sind.
Ende Oktober 2020 trat Lil Pump öffentlich als Unterstützer von Präsident Donald Trump auf. Trump holte den Rapper bei einer Wahlkampf-Rally in Michigan auf die Bühne und kündigte ihn fälschlicherweise als „Lil Pimp“ an. Am 18. November, zwei Wochen nachdem Trump die Präsidentschaftswahl verloren hatte, veröffentlichte Pump die Single Lil Pimp Big MAGA Steppin.

## Kontroversen

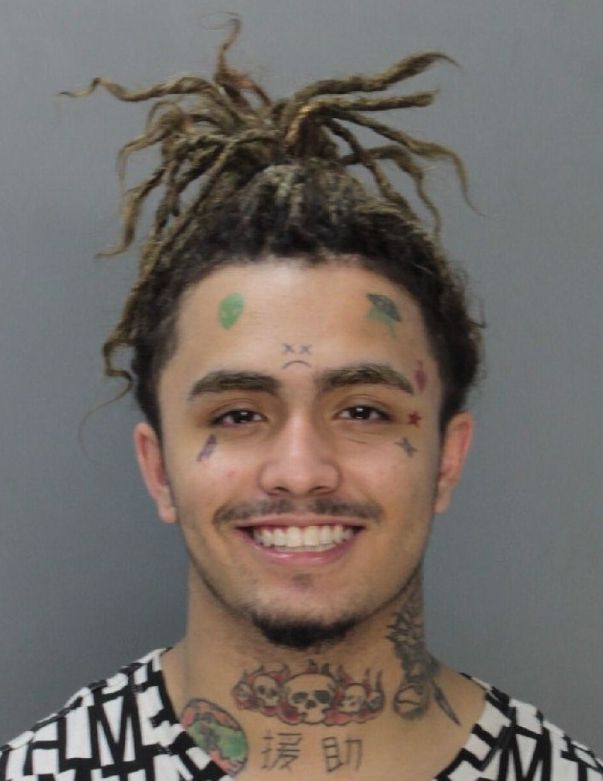
Mugshot von Lil Pump (2018)

Garcia kam im Februar 2018 in Konflikt mit der Polizei, nachdem er in seinem Appartement Schüsse abgegeben hatte. Garcia sagte zwar aus, die Kugeln haben von Eindringlingen gestammt, die durch seine Tür geschossen hätten. Bilder von Überwachungskameras belegten aber, dass es nie Eindringlinge gegeben hat und die Schüsse von innen nach außen fielen. Im Rahmen des Vorfalls wurde eine Hausdurchsuchung angeordnet, bei der Beamte beachtliche Mengen Marihuana sicherstellen konnten. Garcia wurde daraufhin in eine Jugendstrafanstalt eingewiesen, welche er aber nach einigen Tagen wieder verlassen durfte. Garcias Mutter, Besitzerin der Waffe, erhielt eine Anzeige wegen Verletzung ihrer Aufsichtspflicht.
Nachdem Garcia in Miami beim Fahren ohne gültigen Führerschein und falschem Kennzeichen in eine Polizeikontrolle geraten war, wurde er vorübergehend festgenommen. Gegen die Zahlung einer geringen Geldstrafe von mutmaßlich 500 US-Dollar wurde Garcia aus dem Gewahrsam entlassen.

## Rezeption
Laut.de betitelt die Stücke auf Lil Pumps Debütalbum als „Meilensteine der Hirnlosigkeit“. Es sei „bis aufs Minimum reduzierte, aber aufs Maximum aufgedrehte Trap-Musik“. Das Online-Musikmagazin urteilt abschließend: „Musikalisch wie inhaltlich ohne Frage Müll. Gleichzeitig aber so radikaler und kompromissloser Müll, dass allein schon die Eingängigkeit und die Ignoranz des Protagonisten für ein verdammt fantastisches Hörerlebnis sorgen.“

## Diskografie

### Studioalben
| Jahr | Titel           | Höchstplatzierung, Gesamtwochen, AuszeichnungChartplatzierungen (Jahr, Titel, Platzierungen, Wochen, Auszeichnungen, Anmerkungen) | Höchstplatzierung, Gesamtwochen, AuszeichnungChartplatzierungen (Jahr, Titel, Platzierungen, Wochen, Auszeichnungen, Anmerkungen) | Höchstplatzierung, Gesamtwochen, AuszeichnungChartplatzierungen (Jahr, Titel, Platzierungen, Wochen, Auszeichnungen, Anmerkungen) | Höchstplatzierung, Gesamtwochen, AuszeichnungChartplatzierungen (Jahr, Titel, Platzierungen, Wochen, Auszeichnungen, Anmerkungen) | Höchstplatzierung, Gesamtwochen, AuszeichnungChartplatzierungen (Jahr, Titel, Platzierungen, Wochen, Auszeichnungen, Anmerkungen) | Anmerkungen                                                |
| Jahr | Titel           | DE | AT | CH | UK | US | Anmerkungen                                                |
| ---- | --------------- | --- | --- | --- | --- | --- | ---------------------------------------------------------- |
| 2017 | Lil Pump        | — | — | — | — | US3 Gold · (33 Wo.)US | Erstveröffentlichung: 6. Oktober 2017 Verkäufe: + 597.500  |
| 2019 | Harverd Dropout | DE67 (1 Wo.)DE | AT38 (1 Wo.)AT | CH40 (1 Wo.)CH | UK48 (1 Wo.)UK | US7 Gold · (7 Wo.)US | Erstveröffentlichung: 22. Februar 2019 Verkäufe: + 500.000 |
| 2023 | Lil Pump 2      | — | — | — | — | — | Erstveröffentlichung: 17. März 2023                        |

### Mixtapes
- 2021: No Name

### Singles (Auswahl)
| Jahr | Titel Album                         | Höchstplatzierung, Gesamtwochen, AuszeichnungChartplatzierungen (Jahr, Titel, Album, Platzierungen, Wochen, Auszeichnungen, Anmerkungen) | Höchstplatzierung, Gesamtwochen, AuszeichnungChartplatzierungen (Jahr, Titel, Album, Platzierungen, Wochen, Auszeichnungen, Anmerkungen) | Höchstplatzierung, Gesamtwochen, AuszeichnungChartplatzierungen (Jahr, Titel, Album, Platzierungen, Wochen, Auszeichnungen, Anmerkungen) | Höchstplatzierung, Gesamtwochen, AuszeichnungChartplatzierungen (Jahr, Titel, Album, Platzierungen, Wochen, Auszeichnungen, Anmerkungen) | Höchstplatzierung, Gesamtwochen, AuszeichnungChartplatzierungen (Jahr, Titel, Album, Platzierungen, Wochen, Auszeichnungen, Anmerkungen) | Anmerkungen |
| Jahr | Titel Album                         | DE | AT | CH | UK | US | Anmerkungen |
| ---- | ----------------------------------- | --- | --- | --- | --- | --- | --- |
| 2017 | Gucci Gang Lil Pump                 | DE35 Gold · (14 Wo.)DE | AT30 (10 Wo.)AT | CH25 Gold · (17 Wo.)CH | UK27 Gold · (15 Wo.)UK | US3 ×5Fünffachplatin · (24 Wo.)US | Erstveröffentlichung: 31. August 2017 Verkäufe: + 5.983.333                                                                   |
| 2018 | Esskeetit Harverd Dropout           | — | — | CH74 (2 Wo.)CH | UK89 (2 Wo.)UK | US24 Gold · (12 Wo.)US | Erstveröffentlichung: 13. April 2018 Verkäufe: + 525.000                                                                      |
| 2018 | Welcome to the Party Deadpool 2 OST | — | — | — | UK— SilberUK | US78 Platin · (4 Wo.)US | Erstveröffentlichung: 15. Mai 2018 Verkäufe: + 1.295.000; mit Diplo & French Montana feat. Zhavia Ward; Verkäufe: + 1.070.000 |
| 2018 | Drug Addicts Harverd Dropout        | — | — | — | — | US83 (1 Wo.)US | Erstveröffentlichung: 6. Juli 2018                                                                                            |
| 2018 | I Love It Harverd Dropout           | DE9 Gold · (12 Wo.)DE | AT7 (11 Wo.)AT | CH6 (12 Wo.)CH | UK3 Platin · (12 Wo.)UK | US6 ×2Doppelplatin · (12 Wo.)US | Erstveröffentlichung: 7. September 2018 mit Kanye West; Verkäufe: + 3.470.000                                                 |
| 2018 | Arms Around You –                   | DE16 Gold · (16 Wo.)DE | AT15 (11 Wo.)AT | CH5 (20 Wo.)CH | UK14 Gold · (11 Wo.)UK | US28 Platin · (17 Wo.)US | Erstveröffentlichung: 25. Oktober 2018 mit XXXTentacion feat. Maluma & Swae Lee; Verkäufe: + 2.060.000                        |
| 2019 | Butterfly Doors Harverd Dropout     | — | — | CH85 (2 Wo.)CH | — | US81 (2 Wo.)US | Erstveröffentlichung: 4. Januar 2019                                                                                          |
| 2019 | Racks on Racks Harverd Dropout      | — | — | CH68 (1 Wo.)CH | — | — | Erstveröffentlichung: 1. Februar 2019                                                                                         |
| 2019 | Be Like Me Harverd Dropout          | — | — | — | — | US72 (1 Wo.)US | Erstveröffentlichung: 21. Februar 2019 feat. Lil Wayne                                                                        |

## Auszeichnungen für Musikverkäufe
| Goldene Schallplatte - Belgien - 2018: für die Single Gucci Gang - Dänemark - 2018: für die Single Gucci Gang - 2019: für die Single Arms Around You - Frankreich - 2019: für die Single I Love It - 2021: für das Album Lil Pump - Italien - 2018: für die Single I Love It - Kanada - 2018: für das Album Lil Pump - Neuseeland - 2019: für das Album Lil Pump - 2020: für die Single Welcome to the Party - Polen - 2019: für die Single Welcome to the Party - 2021: für die Single Arms Around You - 2021: für die Single Gucci Gang - 2022: für die Single Esskeetit - 2024: für die Single I Love It - Spanien - 2024: für die Single Arms Around You - 2024: für die Single Coronao Now - 2024: für die Single Coronao Now (Remix) - 2024: für die Single I Love It - Vereinigte Staaten - 2018: für die Single Flex Like Ouu - 2018: für die Single D Rose - 2019: für die Single Nephew | Platin-Schallplatte - Australien - 2019: für die Single Arms Around You - 2020: für die Single Welcome to the Party - Dänemark - 2021: für die Single I Love It - Frankreich - 2018: für die Single Gucci Gang - 2021: für die Single Arms Around You - Italien - 2017: für die Single Gucci Gang - 2019: für die Single Arms Around You - Neuseeland - 2018: für die Single Gucci Gang - 2020: für die Single Arms Around You - Portugal - 2019: für die Single Arms Around You - 2019: für die Single Gucci Gang - 2022: für die Single I Love It - Vereinigte Staaten - 2019: für die Single Boss 2× Platin-Schallplatte - Australien - 2019: für die Single Gucci Gang - Kanada - 2018: für die Single Gucci Gang - Neuseeland - 2021: für die Single I Love It 3× Platin-Schallplatte - Australien - 2020: für die Single I Love It - Brasilien - 2024: für die Single I Love It |

Anmerkung: Auszeichnungen in Ländern aus den Charttabellen bzw. Chartboxen sind in ebendiesen zu finden.
| Land/RegionAuszeichnungen für Musikverkäufe (Land/Region, Auszeichnungen, Verkäufe, Quellen) | Silber  | Gold       | Platin       | Verkäufe   | Quellen              |
| -------------------------------------------------------------------------------------------- | ------- | ---------- | ------------ | ---------- | -------------------- |
| Australien (ARIA)                                                                            | —       | —          | 7× Platin7   | 490.000    | aria.com.au          |
| Belgien (BRMA)                                                                               | —       | Gold1      | —            | 15.000     | ultratop.be          |
| Brasilien (PMB)                                                                              | —       | —          | 3× Platin3   | 120.000    | pro-musicabr.org.br  |
| Dänemark (IFPI)                                                                              | —       | 2× Gold2   | Platin1      | 180.000    | ifpi.dk              |
| Deutschland (BVMI)                                                                           | —       | 3× Gold3   | —            | 600.000    | musikindustrie.de    |
| Frankreich (SNEP)                                                                            | —       | 2× Gold2   | 2× Platin2   | 483.333    | snepmusique.com      |
| Italien (FIMI)                                                                               | —       | Gold1      | 2× Platin2   | 125.000    | fimi.it              |
| Kanada (MC)                                                                                  | —       | Gold1      | 2× Platin2   | 200.000    | musiccanada.com      |
| Neuseeland (RMNZ)                                                                            | —       | 2× Gold2   | 4× Platin4   | 142.500    | radioscope.co.nz NZ2 |
| Polen (ZPAV)                                                                                 | —       | 5× Gold5   | —            | 110.000    | olis.pl              |
| Portugal (AFP)                                                                               | —       | —          | 3× Platin3   | 30.000     | Einzelnachweise      |
| Schweiz (IFPI)                                                                               | —       | Gold1      | —            | 10.000     | hitparade.ch         |
| Spanien (Promusicae)                                                                         | —       | 4× Gold4   | —            | 120.000    | elportaldemusica.es  |
| Vereinigte Staaten (RIAA)                                                                    | —       | 6× Gold6   | 10× Platin10 | 13.000.000 | riaa.com             |
| Vereinigtes Königreich (BPI)                                                                 | Silber1 | 2× Gold2   | Platin1      | 1.600.000  | bpi.co.uk            |
| Insgesamt                                                                                    | Silber1 | 30× Gold30 | 35× Platin35 |            |                      |